# Quddys Qoschamijarow
Quddys Qoschamijaruly Qoschamijarow (kasachisch Құддыс Қожамиярұлы Қожамияров, russisch Куддус Ходжамьярович Кужамьяров, Transkription Kuddus Chodschamjarowitsch Kuschamjarow, wiss. Transliteration Kuddus Chodžam'jarovič Kužam'jarov, englisch auch Khojamyarov oder Kuzhamyarov; geboren am 21. Mai 1918 in Kainasar, Jenbekschikasachski rajon, Gebiet Almaty, spätere Kasachische SSR; gestorben am 8. April 1994 in Alma-Ata, heute Almaty, Kasachstan) war ein sowjetischer, kasachischer und uigurischer Komponist.

## Leben
Qoschamijarow verlor schon als Kleinkind mit drei Monaten seinen Vater. Im Alter von 15 Jahren wurde er an der Schule für Musik und Drama in Alma-Ata aufgenommen, wo er in den Fächern Geige (1933–1939) und anschließend Klavier Unterricht erhielt. Er begann zu komponieren und bestand die Aufnahmeprüfung in die Kompositionsklasse des Moskauer Konservatoriums.
Doch bevor er dorthin wechseln konnte, wurde er zum Militärdienst eingezogen und war im Zweiten Weltkrieg Soldat in der Roten Armee.
1946 kehrte er nach Kasachstan zurück und studierte bis zum Abschluss 1951 Komposition am Nationalkonservatorium Alma-Ata bei Jewgeni Brussilowski. Von 1951 bis 1952 vervollständigte er seine Studien am Moskauer Konservatorium bei Wissarion Schebalin.
Seine berufliche Laufbahn begann er 1952 als künstlerischer Leiter des kasachischen Rundfunks. Ab 1953 lehrte er am Nationalkonservatorium Alma-Ata, zunächst Instrumentation, dann ab 1955 Komposition. 1965 erhielt er den Professorentitel. Von 1957 bis 1967 war er außerdem Rektor des Konservatoriums, von 1960 bis 1964 und von 1969 bis 1991 Leiter der Kompositionsabteilung.
Darüber hinaus bekleidete er weitere, teils auch politische Ämter, war Vorsitzender des Kasachischen Komponistenverbands (1955–1959), Vorstandsmitglied des Sowjetischen Komponistenkongresses (1957–1979) und Mitglied im Künstlerischen Rat des Sowjetischen Kulturministeriums (1957–1980). Zudem saß er in etlichen Experten- und Preisverleihungs-Kommissionen.
Zeitlebens setzte er sich für die Erforschung und Aufführung der uigurischen Musik ein, u. a. als Ratsmitglied am Institut für Uigurenstudien der Kasachischen Akademie der Wissenschaften (1963–1987). 1992 wirkte er als Gastdozent zum Thema Muqam und als Berater der Kompositionsabteilung am Xinjiang Art Institute im chinesischen Ürümqi, der Hauptstadt des Uigurischen Autonomen Gebiets.
Qoschamijarow starb im April 1992 in Alma-Ata und wurde auf dem dortigen Kensai-Friedhof beigesetzt.

## Schaffen
Qoschamijarow gilt als erster professioneller uigurischer Komponist. Als Pionier auf seinem Gebiet übte er großen Einfluss auf eine ganze Generation von Komponierenden aus. Er schrieb die ersten uigurischen Opern, ein Ballett sowie Orchesterwerke, darunter 5 Sinfonien, Sinfonische Poeme und Instrumentalkonzerte, ferner Vokal-, Chor-, Kammermusik und Werke für kasachische Volksinstrumente.
Zu seinen Hauptwerken zählt die Oper Nasugum (1956), die als erstes uigurisches Werk dieses Genres gilt, die Oper Die Goldenen Berge (1960) und das Ballett Tschin-Tomur (1967). Die Vertonung der Legende über die Sängerin Nasugum, die sich gegen die Heirat mit einem Fremden wehrt, gilt als wichtiger Beitrag in der Geschichte uigurischer Identität. Bekannt wurde von seinen Orchesterkompositionen vor allem die 4. Sinfonie Taklamakan (1984), die als „monumentales pathetisches Werk“ über die gleichnamige Wüste in Zentralasien gilt.
Sein Stil wird als lyrisch („natural lyricism“) beschrieben. In seiner Musik verarbeitet er Motive aus der uigurischen Volksmusik, vor allem die uigurischen 12 Muqam, modale Melodie- und Rhythmusmodelle, über deren Eigenschaften er diverse Studien veröffentlicht hat. 2008 wurden die uigurischen 12 Muqam von der UNESCO in die Repräsentative Liste des immateriellen Kulturerbes der Menschheit aufgenommen.

## Trivia
2005 wurde das Staatliche Uigurische Musik- und Komödien-Theater in Almaty nach Qoschamijarow benannt, 2008 wurde dem Komponisten dort ein Denkmal errichtet.

## Auszeichnungen
- 1947: Medaille „Sieg über Deutschland“
- 1951: Stalinpreis
- 1959: Leninorden
- 1961: Ehrenzeichen der Sowjetunion
- 1971: Orden des Roten Banners der Arbeit
- 1977: Orden der Oktoberrevolution
- 1980: Medaille „Veteran der Arbeit“
- 1987: Volkskünstler der UdSSR

## Anmerkung
1. ↑  Anderen Quellen zufolge am 10. April 1994.